# Хастл
Хастл (от англ. hustle) — парный танец, основанный на импровизации и концепциях «ведения и ведомости» , «взаимодействии». Является собирательным названием для танцев под музыку в стиле диско, популярном в 1980-х годах. Но в наше время хастл танцуют под современную музыку абсолютно любого направления — от поп-музыки и клубных песен до хард-рока или шансона. Иногда «хастлом на 3 счёта» называют также дискофокс (диско-свинг), хотя эти танцы отличаются в деталях взаимодействия и исполнения базовых фигур.
Хастл является «социальным» танцем. Это означает, что его можно танцевать с незнакомым партнёром. Существует и «спортивный хастл», для которого требуется хорошая физическая подготовка и выносливость, а также навык быть в балансе с движениями партнёра.  
п и навык работы с динамично меняющимся балансом пары, аналогично в любых спортивных танцах. По данному виду проводятся соревнования. 
В спортивном хастле импровизация минимальна, партнеры демонстрируют жюри отработанные схемы из различных элементов. Для конкурсных композиций спортивного хастла многие элементы заимствуются из латиноамериканских бально-спортивных танцев. Кроме того, необходима латиноамериканская постановка корпуса и шага, а также обувь для спортивной «латины». При усиленном режиме тренировок спортивный хастл может рассматриваться как вид аэробно-катаболической нагрузки на тело. 
В ритмической основе социальный хастл довольно прост: танцуется на четыре или три счета практически под любую музыку, не требует долгого обучения (при условии, что не ставится задача высокой эстетики линий и движений, техничности шага, а также музыкальности) и позволяет после небольшой практики танцевать простые элементы любому физически здоровому человеку.

## Этимология
Буквально «хастл» переводится с английского как «суета», «толкотня». Но в американском сленге 70-х годов слово hustle имело несколько других смыслов с оттенком «нелегальные» или «запретные действия» — от «продажи наркотиков из-под полы» до «флирта». Вспомним название одного из самых известных эротических журналов того времени, шокировавшего общественность своей откровенностью — HUSTLER.

## История
Существует каноническая история Хастла в изложении International Hustle Dance Association, а также в русском переводе.

В конце 1960-х и в течение 1970-х годов в Европе и Америке популярным развлечением становятся дискотеки с высококачественным звуком и мерцающими огнями. В ранние 1970-е танцы на дискотеках были, как правило, импровизационными, похожими на «Рок» — стиль танца, исполняемый поп-звездами тех лет (например The Jackson Five). Прически «афро», расклешенные брюки, туфли на платформах — такова была сумасшедшая мода молодёжи того времени. Небольшая группа молодых людей и подростков сформировали свою субкультуру в Нью-Йорке: соревнуясь на многих дискотеках в различных танцевальных конкурсах, большинство исполняло вышеупомянутый «Рок».

[…]

В начале 1973 года, на дискотеке «The Grand Ballroom» некая женщина показывает парный танец без названия. Обычный шаг на 6 счетов с простыми основными движениями, включающими внутренние и внешние одинарные повороты. Это было рождение танца, который позже назовут "Хастл". Молодые люди в клубе замечают новый парный танец и заинтересовываются им, поскольку он романтичен, довольно прост и, кроме того, это отличная возможность познакомиться с девушкой.

[…]

На дискотеках Латино того времени, включая «The Corso», «Barney Goo Goo’s» и «The Ipanema», диско-музыкой заполняют время между выступлениями живых оркестров. В этих клубах уже были популярны парные танцы, такие как Мамбо, Сальса и Ча-Ча, Болеро.
[…] Происходит заимствование замысловатых движений из Мамбо. В танце появляются множественные повороты и «веревочки». Танец начинают называть «Веревочный Хастл» или «Латино Хастл».

В СССР хастл появился, по разным оценкам, в конце 70-х или начале 80-х годов. Не вызывает споров тот факт, что в начале 80-х хастл уже танцевали на дискотеке «Набла» в МГУ.
Одним из первых документальных подтверждений наличия хастла в СССР является фрагмент фильма «Любимая женщина механика Гаврилова» — сцена в ресторане (участник сцены Спиридонов Сергей).
Первая книга о хастле в  России "Хастл: танцы большого города" 
В 2013 году в издательстве "Питер" была издана книга о хастле в России "Хастл: танцы большого города". Авторы книги: Екатерина Бирюкова и Александр Котов. 
Книга создана на базе интервью с преподавателями, чемпионами, руководителями студий хастла, теми, кто стоял у истоков, и просто с людьми, влюбленными в танец. В книге "Хастл: танцы большого города" освещаются такие темы, как: 
- Что такое хастл? Чем отличается от других парных социальных танцев?;
- История хастла в России;
- Мифы о хастле;
- Как выбрать преподавателя и студию?;
- Как стать идеальным партнером/партнершей по хастлу?;
- Что такое музыкальность и как ее развить?;
- Импровизация в хастле;
- Почему хастл разделился на спортивный и социальный?;
- Какие конкурсы по хастлу есть и как побеждать?;
- Как хастл изменил жизнь (реальные истории).

## Willie MB Estrada и танцующие гангстеры
Willie MB Estrada, один из первых танцоров хастла, написал книгу о том, как люди начали танцевать этот стиль. Книга называется "Начало латиноамериканского хастла. Танцующие гангстеры Южного Бронкса", анонсируется на официальном сайте и доступна для приобретения.
Согласно Estrada, хастл возник в Нью-Йорке среди мигрантов из Пуэрто-Рико. Танец помог враждующим бандам гангстеров найти общий язык.

## Основной счёт в хастле
Согласно всё той же истории, хастл был рожден с шагом на простые шесть счетов «1-2-3-4-5-6». Под влиянием латиноамериканских танцев, и прежде всего Мамбо, в шаг добавляется «болл чейндж», счет танца становится "1-2-3 & 4-5-6 ". Существовала также разновидность танца с простым счетом на четыре «1-2-3-4». Однако начиная с 1975 года, под влиянием тенденции сделать танец более зрелищным в соревнованиях и публичных выступлениях, из счета «1-2-3 & 4-5-6» часть «1-2-3» была отброшена и использовалась только часть «&4-5-6» или, что то же самое, «&1-2-3».
В России вплоть до 2000-х годов танцевали хастл на счета «1-2-3-4». Этот счет был введен как основной для начального обучения хастлу Вадимом Савко в 1993 году. Танцоры, начавшие участвовать в международных соревнованиях, привезли с собой и европейский счет «1-2-&3».
В настоящее время хастл в США танцуется преимущественно на счет «&1-2-3», но иногда используется счет «1-2-&3», как для дискофокса в Европе. На российских спортивных соревнованиях по хастлу и дискофоксу преобладает счет «1-2-&3» для быстрых мелодий и «1-2-a3» для медленных, хотя в социальных турнирах и на дискотеках по прежнему популярны оба счета, которые танцуются в соответствии со звучащей музыкой и в зависимости от навыков танцора.

## Спортивный хастл в России
Несмотря на то, что хастл — социальный танец и соревнования по нему проходили скорее как дискотечное развлечение, со временем появились и соревнования более спортивного характера. Первым регулярным конкурсом по Хастлу в России стал проведенный в 1995 году конкурс «Виртуозы Хастла» 
(организатор — клуб Dance College Club, руководители — Савко Вадим и Рукавицына Марина, МГУ, Москва), собравший в то время около 70 участников. Конкурс проводился по правилам Hustle Usa Championship, основная часть отделений используется в соревнованиях и сейчас.
По хастлу проводятся творческие конкурсы и спортивные соревнования.
С 2006 года основной организацией, которая занимается проведением конкурсов, ведением базы танцоров и их рейтинга, присвоением классов мастерства танцора, аттестацией судей, является Ассоциация Спортивного Хастла, АСХ.
Основные номинации на соревнованиях по хастлу, проводимых в России и странах СНГ с 2001 года.
- спортивный хастл/диско-фокс/диско-свинг;
- хастл джек-н-джилл;
- шоу-хастл;
- дабл-хастл;
- ледис-хастл.

Хастл Джек-н-Джилл («Jack-and-Jill», буквально — «Иван-да-Марья») — это отделение со сменой партнеров после каждого захода и музыкой, заранее неизвестной участникам. В этом отделении танцоры должны показать умение вести (вестись) и взаимодействовать в паре, а также умение интерпретировать музыку «на лету». (Правила проведения соревнований в отделении Хастл джек-н-джилл)
На данный момент в АСХ существует 5 классов (А — высший, Е — начальный). Для перехода в следующий класс необходимо, начиная с Е класса, занимать призовые места на конкурсах и зарабатывать баллы. Баллы присваиваются по таблице в зависимости от количества пар и занятого места.

## New style hustle
В 2010 году танцор из Нью-Йорка Джефф Селби принёс в хастл стилистику современных сольных танцев. Работать в парных танцах ему помогали Николь Меркадо и Робин Бальтзер. Их вариант хастла получил название new style hustle.
Сообщества New Style Hustle есть по всему миру: в США, Японии, Великобритании, Польше, Чехии, а с недавних пор и в России. Первый фестиваль по new style hustle в России состоялся 18-19 ноября 2017 года в Санкт-Петербурге. Мастер-классы провёл лондонский танцор Томаш T-boy Драфи.